# One Life (singel No Angels)
"One Life" to piosenka electropopowa nagrana przez niemiecki zespół No Angels na ich piąty studyjny album Welcome to the Dance (2009). Piosenka została pierwszy raz zaprezentowana 3 lipca na koncercie w St. Pölten, Austria i została wydana na singlu 21 sierpnia 2009 roku. Teledysk do piosenki był kręcony 8 Lipca w Berlinie. Premiera teledysku odbyła się 31 lipca na kanale VIVA

## Lista utworów
Singel CD:
1. "One Life" (Single Version) - 3:38
2. "One Life" (Pure Version) - 3:38

## Produkcja
- Autorzy: Nasri Atweh, Hakim Bell, Nadja Benaissa, Lucy Diakovska, Akene Dunkley, Adam Messinger, Sandy Mölling, Jessica Wahls
- Wokal: N. Benaissa, L. Diakovska, S. Mölling, J. Wahls
- Producenci: Hakim Bell and Akene "The Champ" Dunkley
- Co-produced: Nasri & the Messinger
- Producent wykonawczy : Koolmanagement GmbH, Khalid Schröder
- Nagrane w: Monarch Music and Inner Court Studio (Nowy Jork, Stany Zjednoczone); CI Music Studios (Berlin, Niemcy)
- Mix: Adam Messinger
- Mastering: Götz-Michael Rieth

## Promocja
- Sankt Pölten Stadtfest — 3 Lipca 2009 (światowa premiere)
- Sat.1-Frühstücksfernsehen - 21 sierpnia 2009
- The Dome - 21 sierpnia 2009
- ZDF Fernsehgarten - 23 sierpnia 2009
- Lipper Tage — 4 września 2009
- Stars for Free — 5 września 2009

## Wydanie
| Kraj       | Data             |
| ---------- | ---------------- |
| Niemcy     | 21 sierpnia 2009 |
| Austria    | 21 sierpnia 2009 |
| Szwajcaria | 21 sierpnia 2009 |

## Pozycje na listach
| Kraj                 | Pozycja |
| -------------------- | ------- |
| Media Control Charts | 15      |
| Ö3 Austria Top 40    | 29      |